# ليونيديو
ليونيديون (Λεωνίδιον) هي مدينة في أركاديا في مقاطعة كينتريكي إلادا في اليونان.